# Александринський театр
Александринський театр (рос. Александринский театр, повна назва: Національний драматичний театр Росії (Александринський)) — академічний драматичний театр у Санкт-Петербурзі, один із найстаріших у Росії.

## Історія

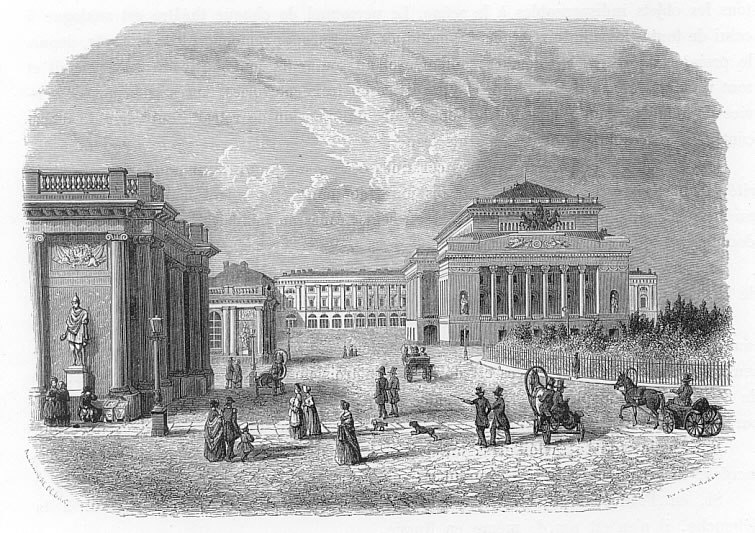
Екстер'єр театру у 30-40-х рр.XIX ст.

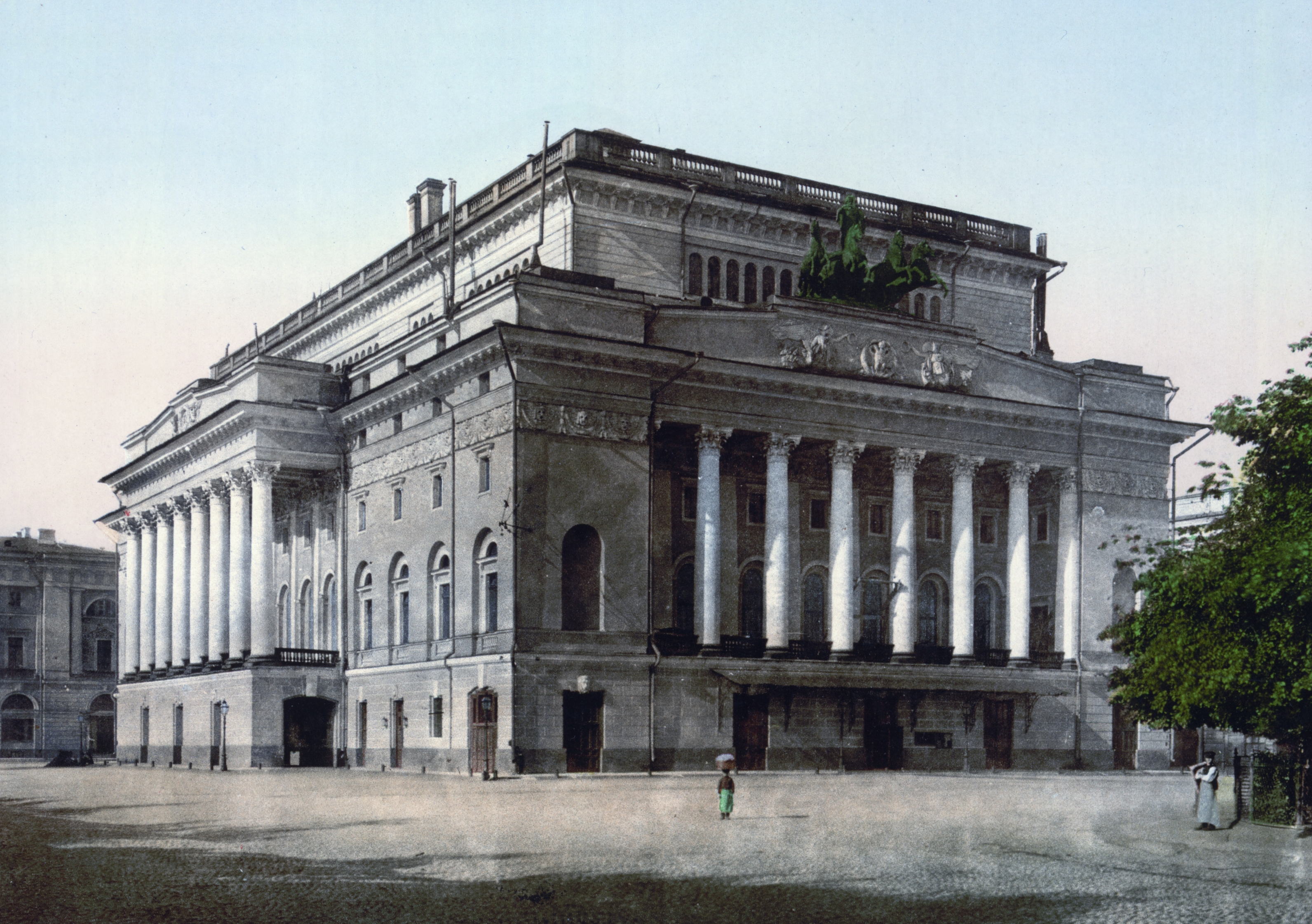
Будівля театру між 1890 та 1905 роками

Александринський театр був заснований за Сенатським Указом, підписаним імператрицею Єлизаветою 30 серпня 1756 року. 
На місці сучасної будівлі у 1801 році архітектор Вінченцо Бренна побудував дерев'яний театр для італійської трупи Антоніо Казассі. Через деякий час ця трупа була розпущена, а будівлю було викуплено в казну і її стали називати Малим театром.

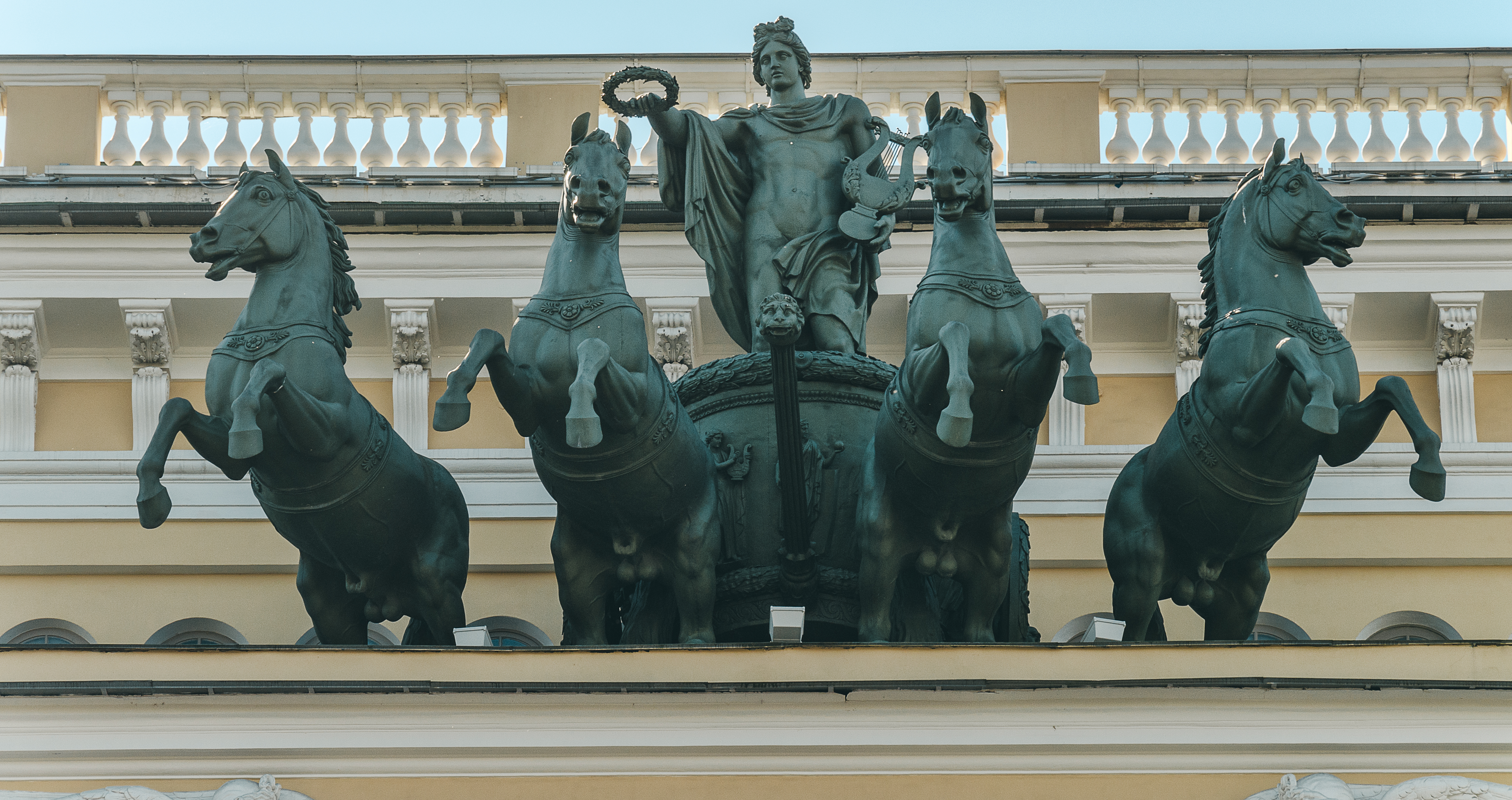

31 серпня 1832 року придворний російський театр отримав будівлю, створену за проектом архітектора Карла Россі, звернену головним фасадом до Невському проспекту. Вона є однією з видатних архітектурних пам’яток Петербурга, виконаних в стилі ампір.
У 1832 році театр отримав назву «Александринський» в честь дружини імператора Миколи І Олександри Федорівни.
З 1920 року став іменуватися «Державний театр драми», потім йому було присвоєно ім'я Олександра Пушкіна.
У 1990-их назва «Александринський» знову стала офіційною для театру.

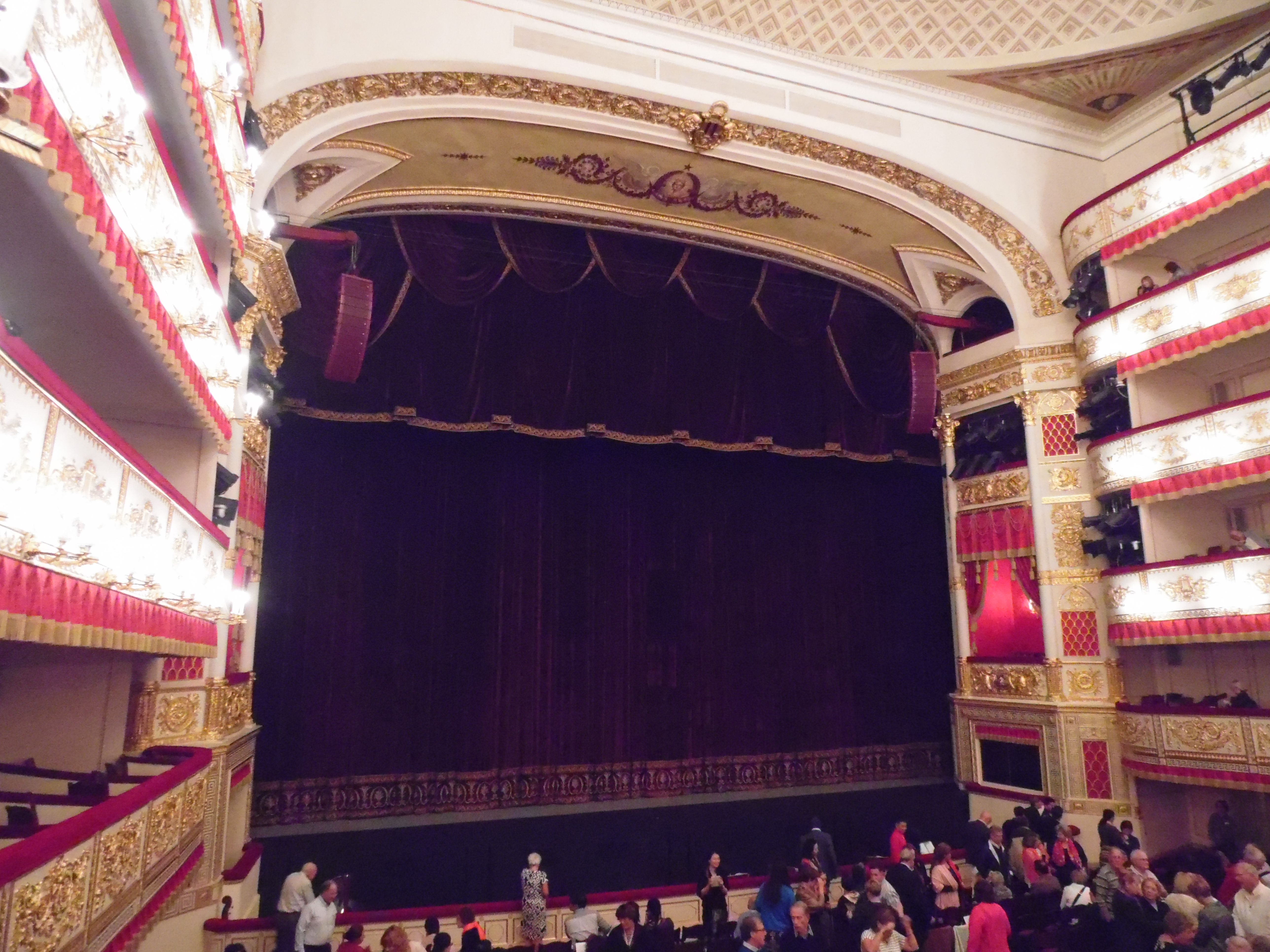

Протягом сезону 2005-2006 років було здійснено реконструкцію Александринського театру, в результаті якої відтворено історичний вигляд інтер'єрів будівлі. Також було проведено інженерну модернізацію сценічних майданчиків. 
Урочисте відкриття реконструйованого Александринського театру відбулося 30 серпня 2006 року, під час святкування 250-річчя театру.
Художній керівник театру — Валерій Фокін.

## Трупа театру
У різний час в театрі грали
- Роза Балашова
- Олександр Борисов
- Яків Брянський
- Ольга Гзовська
- Борис Горін-Горяйнов
- Іван Горєлов
- Віра Коміссаржевська
- Катерина Корчагіна-Александровська
- Марія Савіна
- Микола Симонов
- Костянтин Скоробогатов
- Микола Смолич
- Микола Соловцов
- Надія Тираспольська
- Василь Меркур'єв
- Юрій Юр'єв
- Володимир Честноков
- Микола Черкасов
- Костянтин Хохлов
- Бруно Фрейндліх

Сучасна трупа театру
- Олександр Анісімов
- Віра Вельямінова
- Ігор Волков
- Марина Гаврилова
- Людмила Горбачова
- Михайло Долгінін
- Ера Зіганшина
- Галина Кареліна
- Віталій Коваленко
- Кіра Крейліс-Петрова
- Валерій Кузін
- Марія Кузнєцова
- Тетяна Куліш
- Володимир Лисецький
- Микола Мартон
- Юлія Марченко
- Сергій Маховиков
- Наталія Паніна
- Сергій Паршин
- Гелій Сисоєв
- Віктор Смирнов
- Світлана Смирнова
- Ніна Ургант
- Світлана Шейченко